# سلاویکوف (ناحیه هاولیتشکوف برود)
سلاویکوف (به چکی: Slavíkov) یک منطقهٔ مسکونی در جمهوری چک است که در ناحیه هاولیتشکوف برود واقع شده‌است. سلاویکوف ۱۲٫۷۴ کیلومتر مربع مساحت و ۳۰۷ نفر جمعیت دارد و ۶۰۲ متر بالاتر از سطح دریا واقع شده‌است.